# Vyšėjšaja Liha 1992
La Vyšėjšaja Liha 1992 è stata la prima edizione della massima serie del campionato bielorusso di calcio, disputato tra il 18 aprile e il 20 giugno 1992 e conclusosi con la vittoria della Dinamo Minsk, al suo primo titolo. Il capocannoniere della competizione fu Andrėj Skorabahac'ka (Dnjapro Mahilëŭ) con 11 reti realizzate.

## Stagione

### Formula
Le 16 squadre partecipanti si affrontarono in un turno di sola andata per un totale di 15 partite e nessuna squadra fu retrocessa. Nella stagione successiva il campionato si svolse tra l'autunno e la primavera sul modello delle nazioni dell'Europa centro-meridionale.

## Squadre partecipanti
| Club                     | Città          | Stadio                | Stagione 1991                             |
| ------------------------ | -------------- | --------------------- | ----------------------------------------- |
| Abutnik Lida             | Lida           | Stadio Obuvshchik     | 11º posto in prima serie SSR Bielorussia  |
| BelAZ Žodzina            | Žodzina        | Stadio Torpedo        | 10º posto in prima serie SSR Bielorussia  |
| Chimik Grodno            | Hrodna         | Stadio Krasnoe Znamja | 22º posto in Vtoraja Liga ovest           |
| Dinamo Brėst             | Brėst          | OSK Brestsky          | 16º posto in Vtoraja Liga ovest           |
| Dinamo Minsk             | Minsk          | Stadio Dinamo         | 8º posto in Vysšaja Liga                  |
| Dnjapro Mahilëŭ          | Mahilëŭ        | Spartak Stadium       | 12º posto in Vtoraja Liga ovest           |
| Homsel'maš Homel'        | Homel'         | Stadyen Central'ny    | 22º posto in Vtoraja Nizšaja Liga zona 6  |
| KIM Vicebsk              | Vicebsk        | Vitebsky CSK          | 20º posto in Vtoraja Liga ovest           |
| Metallurg                | Maladzečna     | Stadio Metallurg      | 1º posto in prima serie SSR Bielorussia   |
| Šachcër Salihorsk        | Salihorsk      | Stadio Šachcër        | 5º posto in prima serie SSR Bielorussia   |
| SKB-Ljakamatyŭ Vicebsk   | Vicebsk        | Vitebsky CSK          | 3º posto in prima serie SSR Bielorussia   |
| Stroitel' Staryja Darohi | Staryja Darohi | Stadio Stroitel       | 6º posto in prima serie SSR Bielorussia   |
| Tarpeda Mahilëŭ          | Mahilëŭ        | Stadio Torpedo        | 2º posto in prima serie SSR Bielorussia   |
| Tarpeda Minsk            | Minsk          | Stadio Torpedo        | 4º posto in prima serie SSR Bielorussia   |
| Traktar Bobrujsk         | Babrujsk       | Stadio Spartak        | 9º posto in prima serie SSR Bielorussia   |
| Vedryč Rėčyca            | Rėčica         | Stadio Vedrich        | 1º posto in seconda serie SSR Bielorussia |

## Classifica finale
|  | Pos. | Squadra                  | Pt | G  | V  | N | P  | GF | GS | DR  |
|  | ---- | ------------------------ | -- | -- | -- | - | -- | -- | -- | --- |
|  | 1.   | Dinamo Minsk             | 25 | 15 | 11 | 3 | 1  | 38 | 7  | +31 |
|  | 2.   | Dnjapro Mahilëŭ          | 24 | 15 | 11 | 2 | 2  | 28 | 4  | +24 |
|  | 3.   | Dinamo Brėst             | 19 | 15 | 8  | 3 | 4  | 21 | 10 | +11 |
|  | 4.   | Traktar Bobrujsk         | 19 | 15 | 8  | 3 | 4  | 13 | 10 | +3  |
|  | 5.   | Chimik Grodno            | 18 | 15 | 9  | 0 | 6  | 21 | 17 | +4  |
|  | 6.   | KIM Vicebsk              | 17 | 15 | 7  | 3 | 5  | 21 | 14 | +7  |
|  | 7.   | Tarpeda Mahilëŭ          | 16 | 15 | 4  | 8 | 3  | 16 | 14 | +2  |
|  | 8.   | Vedryč Rėčyca            | 15 | 15 | 6  | 3 | 6  | 17 | 19 | -2  |
|  | 9.   | Metallurg                | 15 | 15 | 5  | 5 | 5  | 11 | 12 | -1  |
|  | 10.  | Tarpeda Minsk            | 13 | 15 | 5  | 3 | 7  | 15 | 17 | -2  |
|  | 11.  | Šachcër Salihorsk        | 13 | 15 | 5  | 3 | 7  | 15 | 17 | -2  |
|  | 12.  | Abutnik Lida             | 11 | 15 | 4  | 3 | 8  | 13 | 18 | -5  |
|  | 13.  | BelAZ Žodzina            | 10 | 15 | 5  | 0 | 10 | 13 | 31 | -18 |
|  | 14.  | Stroitel' Staryja Darohi | 10 | 15 | 4  | 2 | 9  | 14 | 22 | -8  |
|  | 15.  | SKB-Ljakamatyŭ Vicebsk   | 10 | 15 | 4  | 2 | 9  | 16 | 28 | -12 |
|  | 16.  | Homsel'maš Homel'        | 5  | 15 | 1  | 3 | 11 | 5  | 37 | -32 |

Legenda:
      Campione di Bielorussia
Note:
Due punti a vittoria, uno a pareggio, zero a sconfitta.

## Statistiche

### Classifica marcatori
| Gol |  |  | Giocatore            | Squadra                |
| --- |  |  | -------------------- | ---------------------- |
| 11  |  |  | Andrėj Skorabahac'ka | Dnjapro Mahilëŭ        |
| 8   |  |  | Sjarhej Jasinski     | SKB-Ljakamatyŭ Vicebsk |
| 7   |  |  | Valjancin Bjal'kevič | Dinamo Minsk           |
| 7   |  |  | Sjarhej Karoza       | Chimik Grodno          |